# ケヴィン・コンロイ
ケヴィン・コンロイ （Kevin Conroy、1955年11月30日 - 2022年11月10日） は、アメリカ合衆国の俳優、声優。代表作は『バットマン』（ブルース・ウェイン/バットマン役）

## 人物
ニューヨーク州ウェストバリー出身。コネチカット州育ち。1973年にニューヨークに戻り、ジュリアード音楽院で演技を学ぶ。卒業後の1980年にカリフォルニア州に移住。おばは舞台女優のスーザン・コンロイ。
2022年11月10日、 癌との闘病生活の末に死去。

## 受賞・ノミネート
- アニー賞2001年度声優賞テレビアニメ部門候補：バットマン・ザ・フューチャー（ブルース・ウェイン役）[2]

## 出演作品

### テレビアニメ
- キャプテン・プラネット（役名表記無し）
- ザ・バットマン（ジョン・グレイソン）
- DCアニメイテッドユニバース（ブルース・ウェイン/バットマン）
  - バットマン（トーマス・ウェイン）
  - ザ・ニュー・バットマン・アドベンチャーズ
  - バットマン・ザ・フューチャー
  - スーパーマン
  - ジャスティス・リーグ（ジョー・チル）
  - ジャスティス・リーグ・アンリミテッド
  - スタティック・ショック
  - セータ・プロジェクト
- バットマン:ブレイブ&ボールド（惑星ズー・エン・アーのバットマン、ファントム・ストレンジャー）
- ベン10・エイリアンフォース（エイリアンX、兵士2）
- リアル・アドベンチャー・オブ・ジョニー・クエスト（ハードマン）
- ジャスティス・リーグ・アクション（ブルース・ウェイン/バットマン）

### 劇場アニメ
- バットマン/マスク・オブ・ファンタズム（ブルース・ウェイン/バットマン）

### OVA
- スーパーマン/バットマン:アポカリプス（ブルース・ウェイン/バットマン）
- バットマン サブゼロ 凍りついた愛（ブルース・ウェイン/バットマン）
- バットマン ミステリー・オブ・ザ・バットウーマン（ブルース・ウェイン/バットマン）
- バットマン・ザ・フューチャー 蘇ったジョーカー（ブルース・ウェイン/初代バットマン）
- バットマン ゴッサムナイト（ブルース・ウェイン/バットマン）

### ゲーム
- アドベンチャー バットマン&ロビン（ブルース・ウェイン/バットマン）
- DCユニバース・オンライン（ブルース・ウェイン/バットマン）
- バットマン アーカム・アサイラム（ブルース・ウェイン/バットマン）
- バットマン アーカム・シティ（ブルース・ウェイン/バットマン）
- バットマン・ヴェンジャンス（ブルース・ウェイン/バットマン）
- インジャスティス:神々の激突（ブルース・ウェイン/バットマン）
- バットマン アーカム・ナイト（ブルース・ウェイン/バットマン、ハッシュ）
- インジャスティス 2（ブルース・ウェイン/バットマン）

### 映画
- からみつく愛欲の罠（ジョー）
- コンビニ・ウォーズ バイトJK VS ミニナチ軍団

### テレビ映画
- アフタヌーンティーはベッドで（フィル）
- SFアイランドシティ（トム）
- キラー・インスティクト（スティーブ・ネルソン博士）
- シークレット・パッション（ロイ・エヴァンス）
- 処刑ハンター（フランク・ドワイト・ボリンジャー）
- 夏の夜の夢（ライサンダー）
- ハニー!アイム・デッド（ブラッド・スタドラー）

### テレビドラマ
- ケネディ（テッド・ケネディ）
- The Office（スティーブ・ギルマン）
- ジョージ・ワシントン（ジョン・ローレンス）
- ダイナスティ（バート）
- マトロック（クラーク・ハリソン）
- クライシス・オン・インフィニット・アース(バットマン/ブルース・ウェイン)

### 舞台
- 夏の夜の夢（ライサンダー）
- ハムレット（ハムレット）

### アトラクション
- バットマン・アドベンチャー ザ・ライド（ブルース・ウェイン/バットマン）

### その他
- Kids' WBテレビCM（バットマンの声）
- バットマンDVD映像特典（バットマンの声 / ブルース・ウェインの声）
- ブラッド・ダイヤモンド（テレビCMナレーション）